# Coenotephria autumnalis
Coenotephria autumnalis là một loài bướm đêm trong họ Geometridae.